# Plískavice bělonosá
Plískavice bělonosá (Lagenorhynchus albirostris) je robustní druh delfína obývající chladné vody severní části Atlantského oceánu od Kanady přes Grónsko a Island až po Špicberky a západní část Evropy.

## Systematika
První popis druhu obstaral britský zoolog John Edward Gray v březnu roku 1846 na základě jedince odchyceného v říjnu 1845 nedaleko Great Yarmouth, pobřežního města na jihovýchodě Anglie. Ještě v listopadu téhož roku dánský přírodovědec Daniel Frederik Eschricht popsal tentýž druh pod názvem Delphinus ibsenii na základě exempláře odchyceného patrně také v roce 1845. Jelikož Gray popsal druh jako první, přisuzuje se první popis právě jemu. Druhové jméno albirostris je složeninou latinských albus („bílý“) a rostrum („zobák“).

## Popis

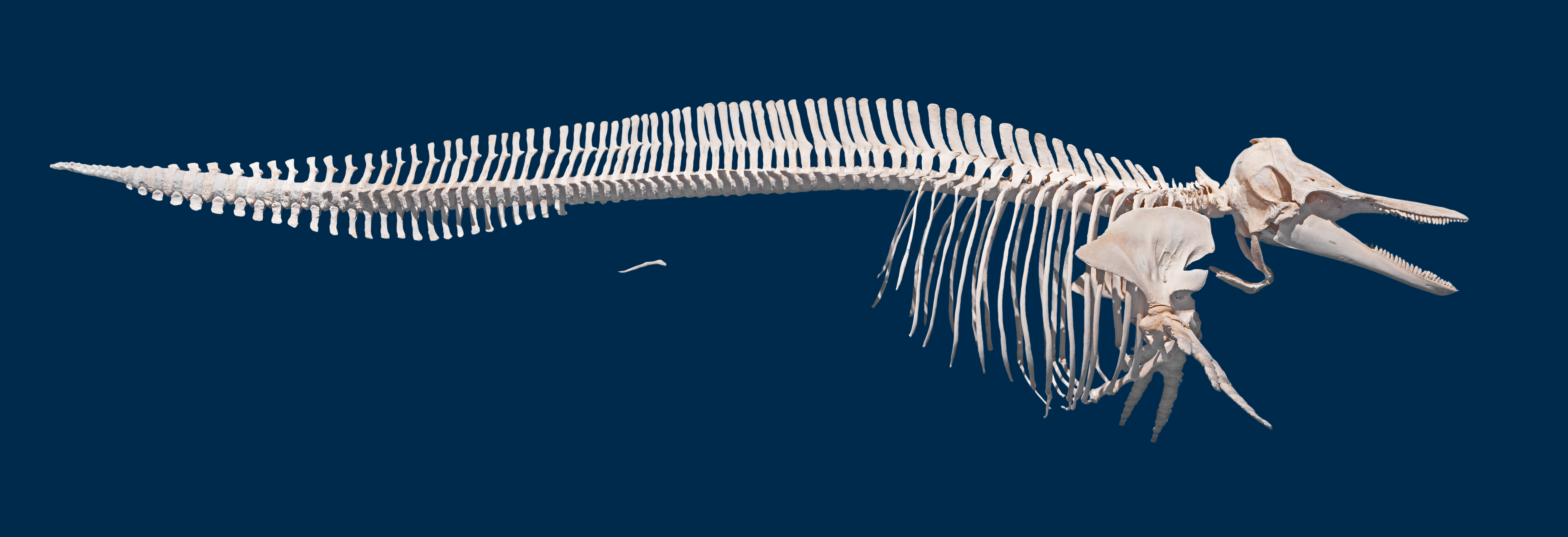
Kostra plískavice bělonosé

Jedná se o robustní druh delfína s tupým rypcem, který vyčnívá asi 5–8 cm za hranu melounu. Ve střední části zad se nachází velká, zahnutá hřbetní ploutev se širokou základnou. Ocasní ploutev je dlouhá, výrazně vykrojená se zašpičatělými konečky křídel. Prsní ploutve jsou poměrně dlouhé.  Plískavice bělonosá má až 93 obratlů, což je nejvyšší počet obratlů ze všech delfínovitých a druhý nejvyšší počet ze všech kytovců (více má jen sviňucha běloploutvá (Phocoenoides dalli)). Tento nezvykle velký počet obratlů je adaptací na rychlé, svižné a dynamické plavání. V horní i dolní čelisti se nachází 25–28 párů zubů, avšak přední tři zuby často zůstávají neprořezány z dásně. Dospělí jedinci dosahují délky kolem 2,4–3,1 m a mohou vážit 180–360 kg. Samci bývají o něco větší než samice. Novorozená mláďata mívají kolem 1,2 m a dosahují váhy kolem 40 kg. Nejtěžší známý samec měl 354 kg a nejtěžší zvážená samice 304 kg.
Tento kytovec má vysoce variabilní zbarvení kůže, které se navíc mění s věkem. Svrchní část těla a boky jsou černé až tmavě šedé se světle šedými partiemi. Spodina je světle šedá až bílá. Ploutve jsou tmavě šedé až do černa, vždy tmavší než zbytek těla. Jak už napovídá vědecké druhové jméno, rypec neboli zobák je většinou bíle zabarven, občas však může být i krémový, popelavě šedý či dokonce strakatý zmíněnými barvami. Kolem oka se nachází světlá skvrna, oční kroužek tvoří tmavá tenká linka. Jedním z charakteristických rozpoznávacích znaků druhu je světlé sedlo, tj. oblast na zádech mezi hřbetní a ocasní ploutví.
V plodové a novorozenecké fázi ze rtu plískavic vyrůstají 2–4 vibrisy, které se však brzy vytratí. Vrstva podkožního tuku je tlustá kolem 18–31 mm.

## Areál rozšíření
Druh se vyskytuje v chladnějších, subantarktických vodách severní části Atlantského oceánu. Hranicemi jihozápadního výskytu je Cape Cod, na severozápadě pak Davisův průliv. Areál výskytu se táhne kolem jižního Grónska a Špicberk až po Novou Zemi a na jih podél evropského pobřeží od Skandinávie po Francii. Občas se zatoulá až do jihozápadní Evropy (Španělsko) a do Baltského moře (Estonsko, Litva, Lotyšsko, Polsko). Výskyt druhu je vázán na vody o teplotách 5–15 °C do hloubek 1000 m.
Celková populace druhu se počítá v desítkách tisíc. Plískavice bělonosé jsou místy velmi hojné a na řadě lokalit se jedná o nejrozšířenějšího zástupce delfínovitých.

## Biologie

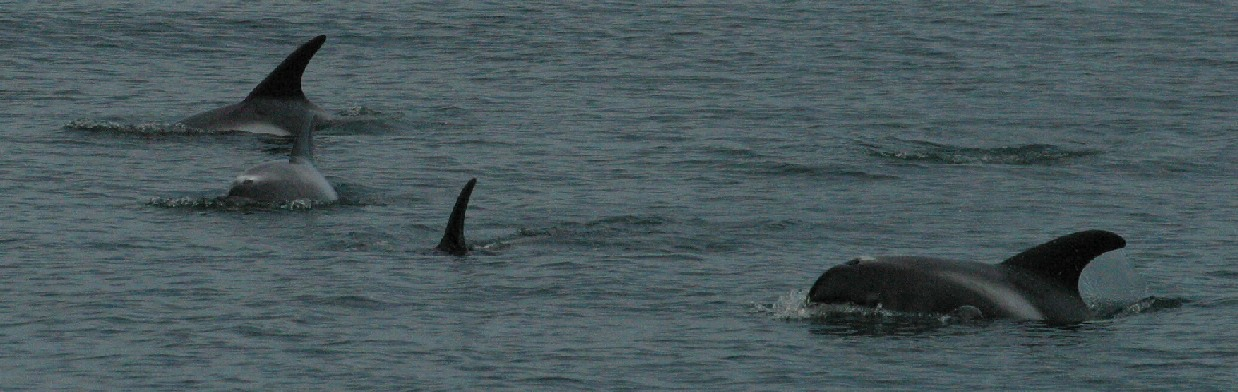
Plískavice bělonosé vykukující nad vodou

Plískavice bělonosné žijí v sociálních skupinách do 30 jedinců, občasně o stovkách a výjimečně až o tisících jedincích. Jejich výskyt je často spojován s přítomností jiných druhů delfínovitých (hlavně plískavic bělobokých (Lagenorhynchus acutus)) nebo s velkými velrybami jako jsou keporkaci. Plískavice bělonosné jsou velmi aktivní s rychlí plavci, kteří často surfují ve vlnách za loděmi. Obyčejně plavou rychlostí 6–12 km / h, avšak dokáží plavat až 30 km / h. Masová uvíznutí na mělčině jsou jen vzácná.
Doba říje i vrhů mláďat nastává někdy uprostřed léta. Doba březosti se odhaduje na 11 měsíců. Samice vrhá jedno mládě každých několik let. Samci dosahují pohlavní dospělosti kolem délky 2,3–2,5 m, samice kolem 2,3–2,4 m, což odpovídá věku 7–9 let. Doba dožití se odhaduje na 40 let.
Nejčastěji se krmí treskovitými rybami jako je treska skvrnitá, treska obecná a treska merlang. K navigaci pod vodou i hledání kořisti používají echolokaci, konkrétní klikání a pískání. Pískání používané ke komunikaci může teoreticky slyšet až na vzdálenost 10 km.
V dubnu 2014 bylo poprvé zdokumentováno, jak na plískavicích bělonosých hodují medvědi lední. K incidentu došlo na Špicberkách, kde patrně došlo k uvíznutí delfínů pod ledovou pokrývkou, a jakmile se plískavice připlavaly nadechnout k otvoru v ledu, medvědi je patrně chňapli, vytáhli na břeh a sežrali. K dalším potenciálním predátorům plískavic patří žraloci bílí a kosatky.

## Ohrožení
Mezinárodní svaz ochrany přírody považuje druh za málo dotčený, i tak se však najde řada hrozeb, kterým druh čelí. K těm patří např. vzrůstající teplota oceánů, která může způsobit, že plískavice bělonosé budou vytlačeny z většiny svého rozšíření jinými druhy delfínovců. Těžké kovy mají tendenci hromadit se v orgánech mořských savců a ani plískavice bělonosé nejsou výjimkou. Naměřené hodnoty těžkých kovů zaznamenané u plískavic jsou podobné nebo vyšší jako u jiných kytovců. Plískavice čelí ohrožení ze strany komerčních rybářů, kteří je občas nechtěně uloví. Sonary a další zvukové znečištění může mít na plískavice negativní vliv.
Plískavice bělonosé jsou tradičně loveny komunitami v Norska, Faerských ostrovů, Grónska, Islandu a Kanady. V průběhu 80. let 20. století obyvatelé 12 přístavních sídel z oblasti kanadského Labradoru každoročně ulovili kolem 366 plískavic. Hlavně v Kanadě, Grónsku a na Faerských ostrovech k lovům plískavic stále dochází.